# Alessandra Ferri
Alessandra Ferri (Milà, 6 de maig 1963) és una ballarina italiana considerada la més gran ballarina italiana des de Carla Fracci. Ha actuat als films Romeo y Julieta (1984), Dancers (1987) i Giselle (1996). El 1982 va guanyar el Premi Olivier i el 2005 va ser condecorada Cavaliere della Repubblica Italiana.
Va estudiar dansa a La Scala i, des dels 15 anys, a Londres al Royal Ballet School. Va guanyar el Prix de Lausanne el 1980 unint-se al Royal Ballet el 1981. Amb la companyia va crear rols a L'Invitation au voyage, Valley of Shadows, Isadora, Consort Lessons, Different Drummer i Chanson.
El seu repertori va incloure Illuminations, Return to the Strange Land, La bella dorment, Afternoon of a Faun, The Two Pigeons, El llac dels cignes, Mayerling, Manon i Juliet en Romeo i Julieta, Voluntaris, Konservatoriet, La Ventafocs, La Bayadère i Les Biches.
Va treballar molt amb el coreògraf Kenneth MacMillan. i amb Roland Petit. El 1985 es va unir al American Ballet Theatre on va realitzar una important part de la seva carrera al costat dels seus partenaires Julio Bocca i Roberto Bolle de la Scala a qui va convidar per a les seves funcions de comiat al ABT com Julieta.
També va ballar amb Rudolf Nuréiev (1988), Mikhaïl Baríxnikov, Anthony Dowell, Patrick Dupond, Peter Schaufuss, Maximilià Guerra, Laurent Hilaire, Angel Corella i Manuel Legris.
Es va retirar el juny de 2007 però el 2013 anuncià el seu retorn. Té dues filles amb el fotògraf italià Fabrizio Ferri.